# Goldbergwerk Bourneix
Das Goldbergwerk Bourneix ist ein ehemaliges Goldbergwerk des französischen Bergbaudistrikts Saint-Yrieix-la-Perche im Département Haute-Vienne. Es gehört zum Typus einer hydrothermalen Ganglagerstätte, die einer bedeutenden Scherzone im metamorphen Grundgebirge des Variszikums folgt. Die Vererzung ereignete sich im Oberkarbon vor rund 300 Millionen Jahren.

## Geographie
Das Goldbergwerk Bourneix wurde nach dem zur Gemeinde Le Chalard gehörenden Weiler Bourneix benannt. Es befindet sich 2,5 Kilometer westsüdwestlich des Ortszentrums von Le Chalard in der Gemarkung Cros Gallet (auch Cro-Galet). Es liegt etwa mittig zwischen der Gemeinde Ladignac-le-Long (4,4 Kilometer nordnordöstlich) und dem bereits zum Département Dordogne gehörenden Jumilhac-le-Grand (6,2 Kilometer südsüdwestlich). Nach Saint-Yrieix-la-Perche im Ostsüdosten sind es rund zehn Kilometer.
Der nach der Kleinstadt Saint-Yrieix benannte Golddistrikt liegt im südlichen Limousin und nimmt eine Fläche von rund 350 Quadratkilometern ein. Er erstreckt sich von Jumilhac-le-Grand (Département Dordogne) im Südwesten bis Meuzac (Département Corrèze) im Osten. Die Landschaft ist eine eingeebnete Rumpffläche mit Höhenlagen zwischen 250 und knapp 500 Meter. Sie wird vom Oberlauf der Isle eingeschnitten.

## Geschichte
Der Goldbergbau in Bourneix geht bis in die vorchristliche Zeit zurück, da die keltischen Gallier hier bereits im 6. bis 1. vorchristlichen Jahrhundert nach Gold gruben. Dies konnte in zwei der modernen Tagebaue von Bourneix eindeutig nachgewiesen werden. So sind in Les Fouilloux noch Reste der Holzstützbalken erhalten und in Cros Gallet wurde die alte Abbaufront freigelegt. Mit der Eroberung Galliens durch die Römer kam der antike Bergbau zum Erliegen.
Das Massif Central war die produktivste Metallprovinz im Variszikum Frankreichs mit teils sehr unterschiedlichen Lagerstättentypen. Bereits seit der Antike wurde Gold, Silber, Blei und Zinn abgebaut. Im Limousin konnten mehr als 250 prähistorische Goldlagerstätten identifiziert werden, die über Tage in mehr als 1100 Einzelvortrieben vom Stamm der keltischen Lemoviken ausgebeutet wurden. Ihre kumulierte Goldförderung zwischen dem 6. und 1. Jahrhundert wird mit 74 Tonnen Gold eingeschätzt. Diese Schätzung beruht auf archäologischen Experimenten, die auf eine durchschnittliche Goldkonzentration von 20 Gramm pro Tonne bei einer 90-prozentigen Förderleistung schließen lassen.
In der Moderne (19. und 20. Jahrhundert) wurde im Limousin vorwiegend Uran, Wolfram, Antimon und Gold gewonnen. Insgesamt hat der moderne Goldbergbau bisher 45 Tonnen an Gold gefördert. Von großem Interesse waren auch andere industriell wichtige Minerale wie Baryt und Fluorit.
Im Jahr 1910 wurden erste Erkundungsarbeiten an der Struktur von Cros Callet vorgenommen, die 1969 wesentlich an Umfang gewannen. Im Jahr 1982 begann dann der industrielle Abbau im Tagebauverfahren, durchgeführt von der Société le Bourneix, die ab 1988 in die Société des Mines du Bourneix – einer Tochtergesellschaft der Cogema – überging.
Bourneix war das letzte bestehende Goldbergwerk im Golddistrikt von Saint-Yrieix-la-Perche. Es wurde im Jahr 2002 geschlossen.

## Geologie

### Einführung
Im Variszikum Frankreichs können vier hauptsächliche Vererzungsstadien unterschieden werden:
- Goldvererzung um 400 Millionen Jahren. Dieses eovariszische Stadium ist vor allem in der Bretagne nachzuweisen (in der Saint-Georges-sur-Loire-Einheit im Armorikanischen Massiv) und zeichnet sich durch Basismetallsulfide und Elektrum aus.
- Goldvererzung um 360 Millionen Jahren. Mesovariszisches Stadium. Es entstanden in Becken des Viseums massive Zink-Kupfer-Blei-Barium-Sulfidlagerstätten, die örtlich mit Edelmetallen assoziiert sind (Chessy-Serie in der Brevenne).[4]
- Vererzung ohne Gold zwischen 350 und 325 Millionen Jahren. Frühes neovariszisches Stadium. Am besten in den Cevennen dokumentiert.[5]
- Goldvererzung um 300 Millionen Jahren. Spätes neovariszisches Stadium. Die Hauptmasse der französischen Goldvorkommen fällt in dieses Stadium, so auch der Golddistrikt von Saint-Yrieix-la-Perche, der geochemisch als eine Gold-Antimon-Vererzung charakterisiert werden kann. Dem vorausgegangen war bereits eine Wolfram-Vererzung um 320 Millionen Jahren.[6]

Im Zentralmassiv konzentrieren sich Goldlagerstätten in drei Distrikten – um Saint-Yrieix-la-Perche, um Salsigne und entlang der Störungszone Marche-Combrailles.

### Beschreibung
Die Lagerstätte Cros Gallet des Goldbergwerks Bourneix durchquert glimmerreiche Paragneise der Unteren Gneisdecke (Dronne-Gruppe) mit flachliegender Foliation. Sie folgt einer 13 Kilometer langen, Nordost-streichenden (N 048) und mit 55° nach Nordwest einfallenden Störung, der Bourneix-Struktur. Gebunden an diese Störung sind neben der hauptsächlichen Lagerstätte Cros Gallet die Bergwerke Les Fouilloux im Südwesten sowie Roche Froide, Les Renardières und Mas Vieux weiter im Nordosten. Auf der südöstlichen Hangendseite der Störung in Richtung Bourneix dringt eine kleine Intrusion mit dem 300 Millionen Jahre alten Bourneix-Leukogranit auf. An der nordwestlichen Liegendseite stehen Leptinite an.
Weitere bedeutende, ebenfalls mit Gold mineralisierte Störungen im Distrikt, erscheinen weiter ostwärts – so die Ostnordost-streichende (N 075) Cheni-Nouzilleras-Struktur und die hierzu parallel verlaufende Lauriéras-Puy-Roux-Struktur mit dem Goldbergwerk Lauriéras.
Die glimmerreichen Paragneise sind entlang der Störung vollkommen zerrüttet, brekziiert und serizitisiert. Die gestörte Zone kann eine Breite von bis zu 10 Meter erreichen. Die prinzipale Verwerfung wird auf der Liegendseite von einem Stockwerk von weißen Quarzgängen begleitet, die teils sehr massiv werden können. Späte Sekundärbrekzien sind mit Calcit verkittet. Auch mittlerweile mylonitisierte, dunkle, ehemalige Verwerfungsletten durchziehen die Störungszone, wobei die Mylonitisierung älter als die Kataklase ist. Bedingt durch die spätorogene Ausdehnung entlang der Störungszone bildeten sich Quarzlinsen – die eigentlichen Träger der Goldvererzung.
Die hydrothermalen Lösungen drangen auch in das Nebengestein ein und veränderten es. Es entstand in den glimmerreichen Paragneisen eine Phengit-Chlorit-Assoziation gefolgt von einer propylitischen Chlorit-Karbonat-Vergesellschaftung.
Generell lassen sich im Distrikt von Saint-Yrieix-la-Perche folgende Gangquarzgenerationen unterscheiden:
- massiver weißer Milchquarz – älteste sterile Generation. In Bourneix Bildung von Arsenopyrit und Pyrit.
- grauer, graublauer bis blauer mikrokristalliner, mikrosaccharoider Quarz – Goldmineralistion von niedrigem bis mittleren Gehalt. In Bourneix Bildung von Arsenopyrit, Gold, Pyrit, Galenit und Blei-Sulfosalze.
- weißer gläserner (hyaliner) Quarz – Hauptmineralisation mit puren Goldblättchen. In Bourneix neben silberreichem Gold Bildung von Sphalerit, Galenit, Tetraedrit und Sulfosalzen.
- weißer Quarz in Geodenform – jüngste sterile Generation, enthält Pyrit und Amethyst.

## Mineralogie
Die Quarzgänge sind vorwiegend mit Arsenopyrit (FeAsS) mineralisiert, es folgen Pyrit (FeS2) und andere Sulfide wie Galenit (PbS), Sphalerit (ZnS) und Chalkopyrit (CuFeS2) sowie Blei-Antimonverbindungen. Gediegen Gold (Au) ist mit Arsenopyrit assoziiert und Silber (Ag) verbirgt sich im Gold und in den Blei-Antimonverbindungen. 
Weitere angetroffene Minerale sind Boulangerit (Pb5Sb4S11), Bournonit (PbCuSbS3), Ferrihydrit (Fe53+O3(OH)9), die zu den Sulfosalzen zählenden Minerale Aramayoit (Ag(Sb, Bi)S2), Lindströmit (Pb3Cu3Bi7S15), Miargyrit (AgSbS2), Owyheeit (Pb10Ag3Sb11S28) und Tetraedrit ((Cu, Fe)12Sb4S13) sowie gediegener Bismut (Bi).

## Geochemie
Der Goldgehalt ist regelmäßig und von mittlerer Konzentration, kann aber in seltenen Fällen des modernen Untertagebaus die außergewöhnlich hohe Konzentration von 1 kg Gold pro Tonne Gestein (1005,85 ppm) übersteigen. Die moderne Durchschnittskonzentration des Tagebaus ist jedoch sehr niedrig und schwankt zwischen 0,15 und 0,66 ppm. In antiken Erzen erreichte die Konzentration immerhin 306,89 ppm.
Der Silberanteil im antiken Gold beträgt 11 bis 19 und erreicht 28 Prozent im modernen Untertagebau. Etwas Silber befindet sich auch im Tetraedrit. Die Silberkonzentration des antiken Abbaus lag bei 16,3 ppm und die des modernen Untertagebaus bei 45 ppm. Der moderne Tagebau erbrachte nur geringe Silberkonzentrationen unterhalb von 0,5 ppm.
Die moderne Bleikonzentration im Tagebau schwankt zwischen 6 und 18 ppm und im Untertagebau werden 624 ppm vorgefunden. Der antike Abbau lieferte 104 ppm Blei.

### Isotopenverhältnisse
Die Goldvererzung von Cros Gallet lieferte folgende Isotopenverhältnisse:
| Isotopenverhältnis | Antiker Abbau | Moderner Abbau  | Nebengestein    |
| ------------------ | ------------- | --------------- | --------------- |
| 206Pb/204Pb        | 18,058        | 18,076 – 19,229 | 18,593 – 18,752 |
| 207Pb/204Pb        | 15,583        | 15,600 – 15,628 | 15,597 – 15,608 |
| 208Pb/204Pb        | 38,166        | 38,208 – 38,867 | 38,342 – 38,478 |
| ε 109Ag            | −0,150        | −0,246          |                 |
| δ 65Cu             | −0,620        | −0,549 – 0,062  | −0,574 – −0,063 |

Zum Vergleich die gemessenen Werte im metamorphen Nebengestein.
Sämtliche Bleiisotopenverhältnisse sind generell am niedrigsten im antiken Abbau. Die Werte des modernen Abbaus sind generell höher, zeigen eine große Variationsbreite und umschließen die im Nebengestein gemessenen Werte. Anhand des Uran/Blei-Verhältnisses und des 206Pb/204Pb-Verhältnisses lassen sich zwei Gruppierungen unterscheiden:
- Gruppierung 1 hat ein U/Pb < 1 und sehr niedrige 206Pb/204Pb-Verhältnisse von 18,0 bis 18,2. Anzutreffen im antiken Abbau und im modernen Untertagebau.
- Gruppierung 2 hat ein U/Pb > 1 und ein 206Pb/204Pb-Verhältniss größer 18,2. Anzutreffen im modernen Abbau und im Nebengestein.

Die beiden Gruppierungen unterscheiden sich ferner in ihren Modellaltern – so liefert Gruppierung 1 kambrisch-ordovizische Modellalter (500 bis 430 Millionen Jahre), Gruppierung 2 jedoch variszische Modellalter.
Die Golderze in Cros Gallet dokumentieren somit ein paläozoisches, vorvariszisches Goldvererzungsereignis. Eigenartigerweise hatte der antike Abbau eindeutig diese Gruppierung 1 bevorzugt, wohingegen der moderne Tagebau der variszischen Gruppierung 2 folgte.
Eine in sich schlüssige mineralogische Erklärung dieser unterschiedlichen Modellalter ist die teilweise Wiederaufarbeitung der zur Gruppierung 1 gehörenden Gold-Silbererze im Limousin durch spätere hydrothermale Flüssigkeiten sowie ihre Integration im Verlauf der variszischen Orogenese in neu gebildete Erzkörper. Auch wenn letztendlich alle Erze aufgrund der variszischen Tektonik entstanden, so rekristallisierten dennoch einige aus einem bereits bestehenden frühphanerozoischen Fond.
Die Goldvererzung der Gruppierung 1 war recht rein und silberarm erfolgt (inklusive silberarmen Tetraedrit), wohingegen das Gold der Gruppierung 2 an Silber angereichert wurde (mit bis zu 50 Gewichtsprozent Silber) und die Erze auch silberreichen Tetraedrit enthalten. Demzufolge hatte der Wiederaufarbeitungsprozess wesentlich mehr an Silber als an Gold aus dem Fond abgeführt – und erklärt umgekehrt somit auch die relative Goldanreicherung in Gruppierung 1 (mit nur 10 Gewichtsprozent Silber). Verglichen mit Gruppierung 1 ist Gruppierung 2 neben Silber auch an Al, Na, K, Seltene Erden, Y, Zr, Hf, Th, Ga und Nb angereichert und neben Gold an Pb, Zn und Bi verarmt – was insgesamt auf einen Albitisierungsprozess hindeutet.

## Hydrothermale Entstehung
Die Goldvererzung erfolgte durch an Gold angereicherte hydrothermale Flüssigkeiten. Generell wird von einer zweiphasigen Entwicklung ausgegangen. In der ersten Phase P 1 perkolierten kohlensäurereiche Lösungen mit organischen Anreicherungen von CH4 und N2 (System C-O-H-N-NaCl mit CO2 >> CH4 > N2) das Grundgebirge. Diese als pseudometamorph bezeichneten Flüssigkeiten waren nicht nur an krustale Störungen gebunden, sondern zirkulierten auch in den Klüften der umgebenden Metamorphite. Sie waren ungefähr 450 bis 400 °C heiß und standen anfangs unter einem lithostatischen Druck von zirka 0,3 GPa, was einer Tiefe von 10 bis 15 Kilometer entspricht. Bedingt durch die langsame Heraushebung des südlichen Limousins mit gleichzeitig einhergehender Dehnungstektonik kam es zu einem Druckabfall bis zu 0,08 GPa. Bei 5 bis 6 Kilometer Tiefe wurden hydrostatische Bedingungen erreicht, wodurch relativ kalte meteorische Oberflächenwässer eindringen konnten, sich mit den Tiefenwässern vermischten und eine Abkühlung auf 300 bis 350 °C bewirkten. Die mineralische Primärabscheidung war Arsenopyrit und Pyrit.
Die zweite Phase P 2 wurde von tiefen, sehr salzreichen (mit mehr als 15 Gewichtsprozent NaCl-Äquivalent), über 400 °C heißen Flüssigkeiten geprägt, die einen erneuten Wärmeeintrag ins Hydrothermalsystem dokumentieren. Auch diese Lösungen wurden von meteorischen Oberflächenwässern bei einem Druck von 0,05 GPa auf 150 bis 250 °C abgekühlt, wodurch die Goldvererzung initiiert wurde. Abgeschieden wurde die Paragenese Gold-Galenit-Sphalerit unter der Begleitung von Sulfosalzen.